# Oratorio della Confraternita di San Rocco e della Misericordia
L'oratorio della confraternita di San Rocco e della Misericordia è un ex edificio religioso di Pavia, in Lombardia.

## Storia e descrizione
Nell’area in cui si trovano i resti della chiesa, sorgeva, fin dal X secolo, un precedente edificio religioso dedicato a Santa Cristina che, nel 1443, fu concesso alla confraternita di San Rocco e della Misericordia, esistente in città fin dal 1404, che vi creò un ospedale destinato all’assistenza dei pellegrini, il quale rimase operativo dal 1460 fino al 1773, quando venne soppresso. Nel 1576 la confraternita fece riedificare la chiesa, che fu dedicata a San Rocco, in forme barocche. Nel 1623, il re di Spagna Filippo IV concesse ai confratelli, che erano incaricati anche dell’assistenza spirituale dei condannati alla pena capitale, di poter graziare ogni anno un condannato a morte e uno alle galee. La confraternita venne soppressa, insieme alla chiesa, nel 1808; l’edificio venne messo all’asta e trasformato in abitazioni, negozi e magazzini. La facciata fu demolita nel 1837, quando vennero rettificati i corpi di fabbrica, che furono adibiti al piano terreno ad attività commerciali, sopra le quali furono create unità abitative, ma fu invece mantenuto l’invaso della chiesa che divenne, nel Novecento, cinema, ora non più esistente e sostituito, negli anni 2000, da una libreria. Dell’originario edificio religioso si conservano le volte, dove rimangono tracce degli affreschi, e la parte superiore dell’abside, arricchita da due grandi figure di angeli in stucco che sorreggono lo stemma dei reali di Spagna, sopra il quale si erge il crocifisso, mentre la pala d’altare, probabilmente asportata, venne sostituita da un affresco, eseguito nel 1839,che raffigura la Madonna, San Rocco e un confratello in orazione.